# Zigodattilia
La zigodattilia (dal greco: ζυγόν, il giogo) è un adattamento delle dita delle zampe di alcune specie di uccelli e di rettili, nel caso dei camaleonti, arboricoli per facilitare la presa sui rami degli alberi. Si presenta con la disposizione a coppie delle dita, due avanti e due dietro.
Esempi sono i Piciformes, alcuni Strigiformes, i Psittacidae e alcuni cuculidi.

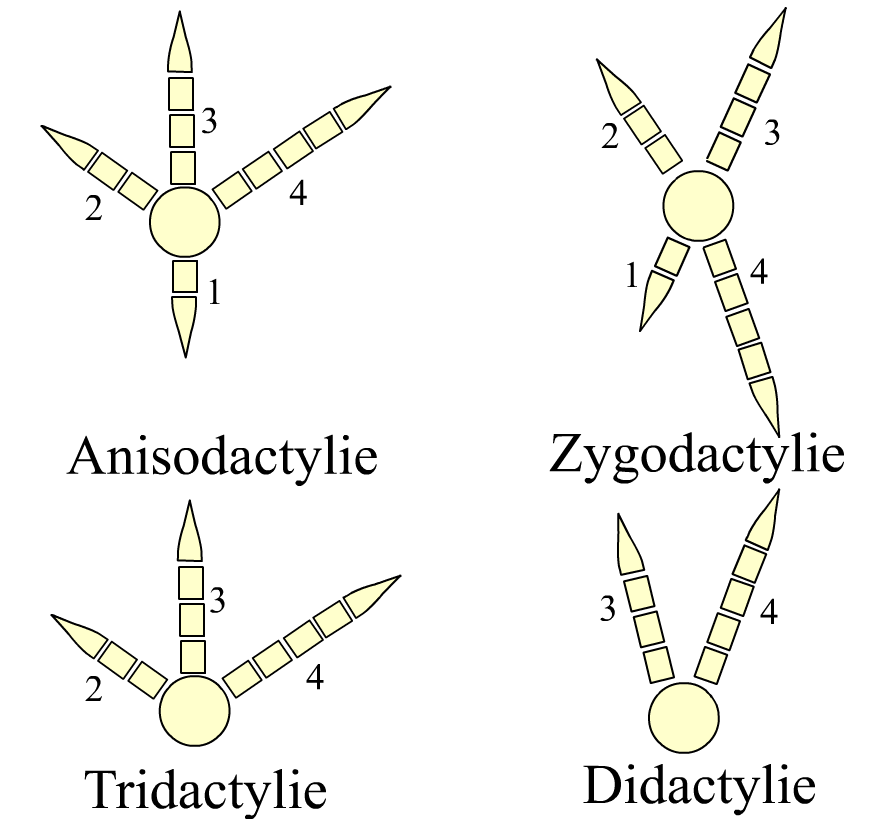
disposizioni dattiliche degli uccelli.

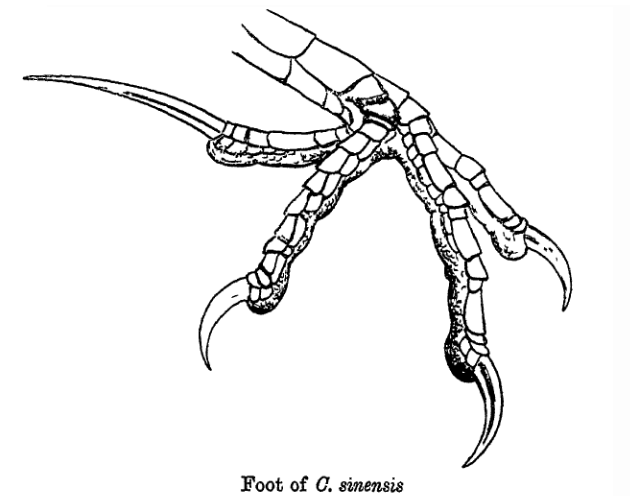
esempio di zigodattilia: la zampa di un cuculo

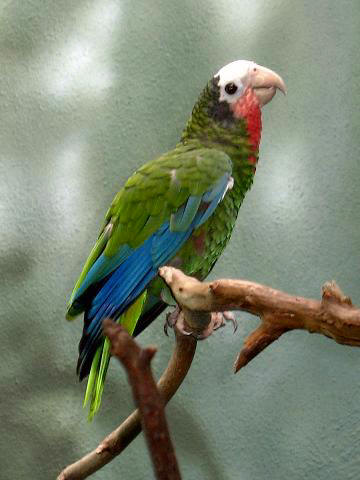
Amazzone cubana, classico uccello zigodattilo